# Långedragsjulle
Långedragsjulle är en segelbåt i trä, med rötter från den svenska västkusten. Långedragsjullen finns i flera storlekar: J10, J14, J18, J22 och J26, där siffran anger storleken på båtens segel (i kvadratmeter).
Långedragsjullen, som ursprungligen ritades av Hjalmar Olsson på Arendals båtvarv, tillverkades av olika båtvarv från 1927 till början av 1970-talet.